# 回龙镇 (新丰县)
回龙镇，是中华人民共和国广东省韶关市新丰县下辖的一个乡镇级行政单位。

## 行政区划
回龙镇下辖以下地区：
回龙社区、回龙村、正子村、井塘村、古塘村、合子村、新村、塘村、丘姚村、楼下村、官坪村、来石村、锁洞村、良洞村、鸡岭村、蒲昌村、许屋村和松山村。